# Doreen Sioka
Doreen Nampiye Sioka (* 18. September 1960 in Kasheshe, Südwestafrika) ist eine namibische Politikerin der SWAPO und ehemalige Ministerin.
Sioka war zwischen 2012 und 2015 Kabinett Pohamba II Ministerin für Arbeit, Gewerkschaftsbeziehungen und Arbeitsplatzschaffung. Sie war seit 2015 im Kabinett Geingob I bzw. Kabinett Geingob II und Kabinett Mbumba als Ministerin für Gleichberechtigung und Kinderwohlfahrt vertreten. Dieses Portfolio besetzte Sioka bereits von 2005 bis 2012. Seit dem 23. März 2020 schloss dies auch den Bereich Armutsbekämpfung und soziale Wohlfahrt ein. 2025 verlor sie ihr Amt.